# Shelter (2007)
Shelter ist ein US-amerikanischer Film aus dem Jahr 2007 von Jonah Markowitz.

## Inhalt
Zach ist ein aufstrebender Künstler, der seinen Traum an einer Kunsthochschule zu studieren aufgab, um sich um seine Familie zu kümmern. Diese besteht aus seinem kranken Vater, seiner Schwester Jeanne und deren fünfjährigem Sohn Cody. In seiner Freizeit surft, malt oder trifft sich Zach mit seinem besten Freund Gabe oder seiner „Immer mal wieder“-Freundin Tori.
Als Gabes älterer Bruder Shaun zeitweise zurück nach Hause kommt, freunden er und Zach sich an. Shaun unterstützt Zach, seine Träume nicht einfach aufzugeben und sich ein weiteres Mal bei der Kunsthochschule zu bewerben. Die reine Freundschaft entwickelt sich zu einer Liebesbeziehung weiter. Jeanne warnt Zach, dass Shaun schwul ist, als sie erfährt, dass beide viel Zeit miteinander verbringen. Auch verbietet sie, dass Cody Kontakt zu Shaun bekommt. Der Streit mit Jeanne und Zachs Pflichtgefühl  seiner Familie gegenüber, belastet seine Beziehung zu Shaun so, dass er sich im Streit von ihm trennt.
Zach erhält einen Anruf, dass er nach seiner erneuten Bewerbung, für die Kunsthochschule, angenommen wird. Die Bewerbung wurde ohne sein Wissen von Shaun abgeschickt. Gleichzeitig bittet Jeanne Zach, sich um Cody zu kümmern, damit sie mit ihrem Freund in einen anderen Staat ziehen kann, wo beide bessere Arbeit gefunden haben. Er versöhnt sich mit Shaun und sagt, dass er bei der ersten Bewerbung die Zusage aus Pflichtgefühl seiner Familie gegenüber abgesagt hatte. Mit Shauns Unterstützung schafft er es, Jeanne dazu zu bringen, Cody dauerhaft mit ihnen leben zu lassen.

## Produktion
Shelter wurde in 21 Tagen gefilmt, überwiegend in San Pedro und Laguna Beach, Kalifornien, und mit zusätzlichen Aufnahmen in Bel Air und Malibu, Kalifornien ausgeschmückt. Ein visueller Fokuspunkt, der sich durch den Film zieht, ist die Vincent Thomas Bridge in Los Angeles Harbor.
Das Artwork, welches im Film gezeigt wird, ist die Arbeit des Künstlers Ryan Graeff aus L.A., dessen Straßenkunst in der gesamten Region zu sehen ist.
In dem Soundtrack tritt unter anderem der Sänger und Songwriter Shane Mack aus Nashville auf.

## Soundtrack
Das Soundtrack Album, Shelter OST wurde 2008 veröffentlicht.
1. Goin’ Home – Bill Ferguson
2. I Like That – Shane Mack
3. No Way Home – Matt Pavolaitis & Brett Cookingham
4. Pirate Sounds – Matthew Popieluch
5. Teenage Romanticide – Dance Yourself to Death
6. Look For Love – Tony Valenzuela
7. Darkness Descends – Matthew Popieluch
8. Vaporizer – Nicholas Viterelli
9. What Do You Believe In – The Vengers
10. Trying – Matthew Popieluch
11. Gimmie Clam – Nicholas Viterelli
12. Break – Shane Mack
13. Reflection – Todd Hannigan
14. Lie to Me – Shane Mack
15. Time to Time – Stewart Lewis
16. More Than This – Shane Mack
17. Long Way Home – Shane Mack
18. Remember to Forget – Shane Mack
19. Cool of Morning – Brett Cookingham

## Auszeichnungen
| Festival                                               | Auszeichnung      | Kategorie                                                                    | Land | Jahr | Person                                 |
| ------------------------------------------------------ | ----------------- | ---------------------------------------------------------------------------- | ---- | ---- | -------------------------------------- |
| Dallas Out Takes                                       |                   | Best Actor Best Feature                                                      | USA  | 2007 | Trevor Wright                          |
| GLAAD Media Awards                                     | GLAAD Media Award |                                                                              | USA  | 2009 |                                        |
| L.A. Outfest                                           | Audience Award    |                                                                              | USA  | 2007 | Jonah Markowitz                        |
| Philadelphia International Gay & Lesbian Film Festival | Special Award     |                                                                              | USA  | 2007 | Jonah Markowitz                        |
| Seattle Lesbian & Gay Film Festival                    | Audience Award    | Best New Director Favorite Feature Film                                      | USA  | 2007 | Jonah Markowitz                        |
| Tampa International Gay and Lesbian Film Festival      | Audience Award    | Best Cinematography Best Supporting Actress Favorite Feature Film Lead Actor | USA  | 2007 | Joseph White Tina Holmes Trevor Wright |